# Serra de Carrassumada
La Serra de Carrassumada és una serra situada al municipi de Torres de Segre a la comarca del Segrià, amb una elevació màxima de 223,4 metres.